# Meidoornrozetgalmug
De meidoornrozetgalmug (Dasineura crataegi) is een muggensoort uit de familie van de galmuggen (Cecidomyiidae). De wetenschappelijke naam van de soort is voor het eerst geldig gepubliceerd in 1853 door Winnertz. De gal die door deze mug ontstaat ontwikkelt zich in onder meer de eenstijlige meidoorn (Crataegus monogyna) en de tweestijlige meidoorn (Crataegus laevigata). De larven van de meidoornrozetgalmug hebben een oranje-rode kleur.